# Charles Coypeau d'Assoucy
Charles Coypeau d’Assoucy, dit Dassoucy, né le 16 octobre 1605 à Paris, où il est mort le 29 octobre 1677, est un poète, mémorialiste, compositeur et joueur de théorbe français. Émule de Paul Scarron dans le genre de la poésie burlesque, il fut l'ami de Chapelle, de Cyrano de Bergerac et de Molière. Musicien voyageur, il parcourut pendant quinze ans la France et l'Italie. Son incrédulité et son goût revendiqué pour les jeunes garçons le conduisirent à plusieurs reprises en prison. Longtemps vouée au mépris d'une tradition critique puritaine, son œuvre est aujourd'hui redécouverte et a fait l'objet, depuis la fin du XXe siècle, de nombreux travaux universitaires et de plusieurs rééditions critiques.

## Biographie
Dassoucy est le fils de Grégoire Coypeau, avocat à Sens, et de Chrétienne d'Agnanis, qui lui enseignera la musique. Sa formation musicale achevée, il compose des chansons et est présenté à Louis XIII, par l’intermédiaire de Claude de Rouvroy de Saint-Simon, puis à Mazarin et Louis XIV. Il est nommé maître de Louis XIV par Louis XIII, qui admire ses talents musicaux. Il travaille à la cour comme luthiste et compositeur. Durant son séjour parisien, qui dure jusqu’en 1653, Dassoucy se lie avec les milieux libertins : Tristan l’Hermite, François de La Mothe Le Vayer, Cyrano de Bergerac, Claude-Emmanuel Luillier, dit Chapelle  et Paul Scarron. Il se rapproche aussi du chanteur Pierre de Niert (protégé de Claude de Rouvroy de Saint-Simon) et de Luigi Rossi.
Vers 1640, il serait devenu l’amant de Cyrano de Bergerac, qui en 1648 écrira une préface burlesque, intitulée "Au sot lecteur", pour son Jugement de Pâris. Cyrano rédige également une lettre satirique intitulée "Pour Soucidas", contre un partisan qui avait refusé de lui prêter de l’argent au musicien-poète.
Il compose les intermèdes musicaux de la tragédie à machines Andromède de Corneille, jouée en 1650 au Petit-Bourbon, avec des machines et des décors de Giacomo Torelli.
En 1653, à la suite de leur rupture, probablement pour une histoire de jalousies amoureuses, et des menaces de mort que lui adresse Cyrano, il quitte Paris, où il ne reviendra qu’à la fin des années 1660. Cyrano le poursuit de sa vindicte sur le papier avec sa satire Contre Soucidas, où il l’accuse de n’être « qu’un clou aux fesses de la nature » et Contre un ingrat qu’il signe : « Votre Partie, votre Juge, et votre Bourreau ». Cyrano y dénonce l’athéisme de Dassoucy.
Plusieurs fois emprisonné pour grivèlerie, dettes de jeu ou propos outrageants, Dassoucy voyage en province ; il rencontre Molière et voyage avec lui entre Avignon et Montpellier. Là, il est arrêté en 1655, où la mise en évidence de ses mœurs manque de le conduire au bûcher : « Les femmes m’appelaient hérétique, non pas en fait de religion mais en fait d’amour ». Il est emprisonné pour sodomie en 1655 et 1673. Il voyage ensuite à Turin, où il est engagé par Christine de France, duchesse de Savoie, puis à Mantoue, Modène, Florence et Rome. Bien que jouissant de la protection de l'ambassadeur de France, Charles-Albert d’Ailly, duc de Chaulnes, en novembre ou décembre 1667, il est arrêté pour athéisme (sur dénonciation, écrira-t-il, de François Pallu, évêque d'Héliopolis) et incarcéré dans la prison du Saint-Office. Libéré vers la fin du mois d'août 1668, il quitte Rome, muni d’une médaille en or à son effigie, que lui a offerte le pape Clément IX.
Il est de retour à Paris vers 1670. L'année suivante, Molière, qui s'est brouillé avec Lully, songe à Dassoucy pour le remplacer, avant de porter son choix sur le jeune Marc-Antoine Charpentier. Furieux, le vieux musicien-poète adresse à Molière une lettre très amère, qu'il fera paraître dans la seconde édition de ses Rimes redoublées.
En 1673, Dassoucy annonce une suite de nouvelles œuvres, appelées « Concerts chromatiques », qui sont perdues. Le 8 mars, il est arrêté à son domicile de la rue de la Monnaie en compagnie de trois jeunes garçons. Incarcéré à la prison du Petit-Châtelet, il y reste trois semaines, puis il est transféré au Grand-Châtelet, d'où il sortira le 31 août. C'est au cours de ce séjour qu'il compose ses Amours d'Apollon et de Daphné.
II a le temps de procéder à la publication de plusieurs ouvrages avant de mourir.

## Anecdotes
D’Assoucy raconte ses errances en compagnie de ses deux pages dans les Avantures de Monsieur D'Assoucy, ouvrage qui était sans doute achevé en 1669, mais ne fut publié qu’en 1677. L’auteur y répond aux accusations de sodomie formulées par Chapelle et Bachaumont dans leur fameux Voyage (1661). Parlant de son page Pierrotin, ils écrivent :
Ce petit garçon qui vous suit,
Et qui derrière vous se glisse,
Que sait-il ? En quel exercice,
En quel art l’avez-vous instruit ?
— Il sait tout, dit-il. S’il vous duit [convient]
Il est bien à votre service
Nous le remerciâmes bien civilement, ainsi que vous eussiez fait, et ne lui répondîmes autre chose
Qu’adieu, bonsoir et bonne nuit.
De votre page qui vous suit,
Et qui derrière vous se glisse,
Et de tout ce qu’il sait aussi,
Grand merci, Monsieur d’Assoucy !
D’un si bel offre de service,
Monsieur d’Assoucy, grand merci !
Dans ses Avantures, D’Assoucy navigue de formules équivoques en provocations et met les rieurs de son côté. Ainsi, parlant de son ancien ami Chapelle, il écrit :
[…] il me cedoit fort librement la moitié de son lit. C'est pourquoy, après avoir eu de si longue preuve de la qualité de mes desirs et m'avoir bien daigné honnorer plusieurs fois de sa couche, il me semble que c'estoit plutôt à luy à me justifier qu'à Messieurs du Presidial de Montpellier, avec lesquels je n'ay jamais couché.

## Œuvres littéraires

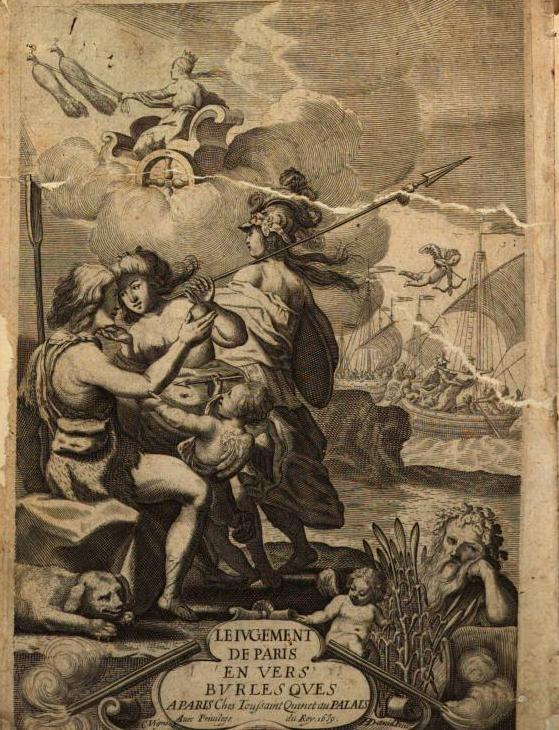
Frontispice du Jugement de Pâris en vers burlesques, 1648.

- Le Jugement de Paris en vers burlesques de Mr Dassoucy. Paris, Toussaint Quinet, 1648. Sur Google Livres.
- L’Ovide en belle humeur de Mr Dassoucy, enrichy de toutes ses figures burlesques. Paris, Charles de Sercy, 1650. lire en ligne sur Gallica. Seconde édition : Paris Antoine de Sommaville, Guillaume de Luynes, Augustin Courbé, Pierre David et Edme Pépingué, 1653. Sur Gallica. Réédition en 1659.

- Poësies et lettres de Mr Dassoucy, contenant diverses pieces héroïques, satiriques et burlesques. Paris, Louis Chamhoudry et Jean-Baptiste Loyson, 1653. Sur Google Livres. Même édition, avec un dédicataire différent[10], sous le titre de Nouveau recueil de poésies héroïques, satyriques et burlesques de Mr Dassoucy. Paris, Jean-Baptiste Loyson, 1653.
- Le Ravissement de Proserpine de Monsieur D'Assoucy, poeme burlesque enrichi de toutes ses figures. Paris, Pierre David et Edme Pepingué, 1653. Sur Gallica et sur Google Livres.
- Les Rimes redoublées de Monsieur Dassoucy. Paris, Claude Nego, 1671. Sur Gallica. Seconde édition corrigée et augmentée, Paris, Claude Nego, sans date [1672].
- L'Ombre de Molière et son épitaphe. Paris, Jean-Baptiste Loyson, 1673. Sur Gallica.
- La Prison de Monsieur Dassoucy, dédiée au roy. Paris, de l'imprimerie d'Antoine de Rafflé & en la boutique de Gabriel Quinet, 1676.
- Les Pensées de Monsieur Dassoucy dans le S. Office de Rome. Paris, de l'imprimerie d'Antoine de Rafflé & en la boutique de Gabriel Quinet, 1676. Sur Gallica.
- Les Avantures de Monsieur D’Assoucy. Paris, Claude Audinet, 1677, tome 1 et tome 2 sur Gallica. Réédition par Jacques Prévot dans Les Libertins du XVIIe siècle, t. 1. Paris : Gallimard, coll. La Pléiade, 1998, p. 755-888 (ISBN 978-2-07011-360-6).
- Les Avantures d’Italie de Monsieur D'Assoucy. Paris de l'imprimerie d'Antoine de Rafflé, 1677. Sur Gallica.
- Aventures burlesques de Dassoucy, réédition par Émile Colombey des Avantures et des Avantures d'Italie, suivies des Pensées et de la Prison. Paris, 1858 (sur Gallica), puis 1876 (sur Internet archive
- Les Aventures et les Prisons, édition critique par Dominique Bertrand, Paris, Honoré Champion, 2008[11].
- Combat de Cyrano de Bergerac avec le singe de Brioché, au bout du Pont-Neuf, Paris, M. Rebuffe le jeune, 1704 [attribution douteuse].
- La Création du monde, poème, et les défauts de chaque âge. Rouen : 1708 [attribution douteuse].

Outre ces œuvres, se trouvent des œuvres de moindre importance, occasionnelles ou encomiastiques.

## Œuvres musicales

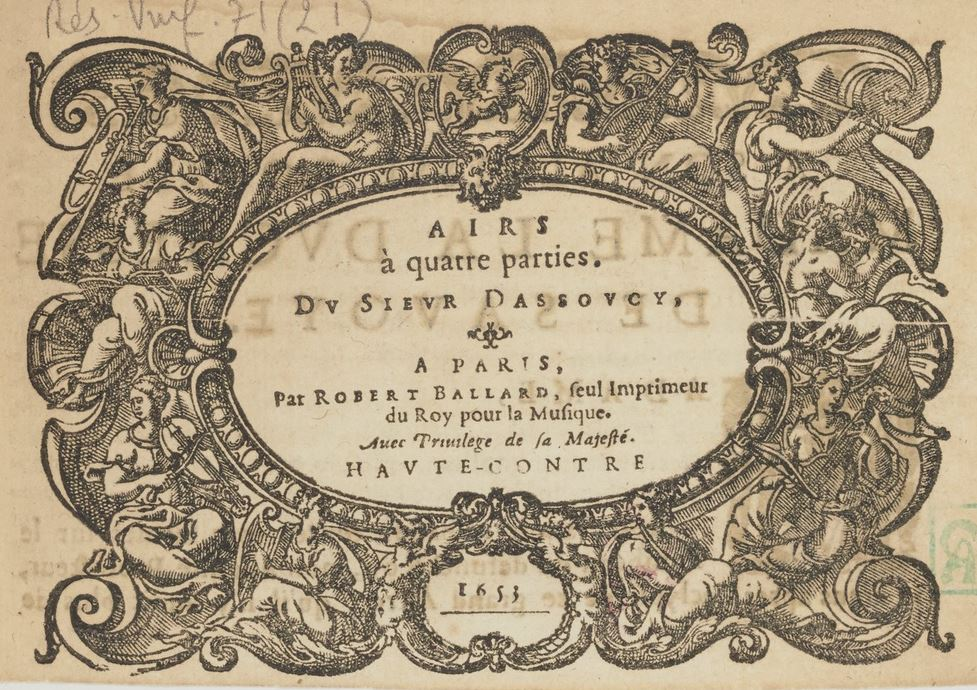
Page de titre des Airs de 1653. Paris BnF.

- Les Amours d’Apollon et de Daphné, comédie en musique dédiée au Roy [livret]. Paris, de l'imprimerie d'Antoine de Rafflé, [1673][12]. Réédition par Yves Giraud, Paris-Genève, Droz et Mignard, 1969.
- Les Biberons (ballet, perdu).
- Les Enseignes des cabarets de Paris (ballet, perdu).
- Airs à quatre parties. Paris : Robert III Ballard, 1653. 4 vol. 8° obl. RISM D 1081, Guillo 2003 n° 1653-F.

Seules les trois parties de haute-contre, taille et basse-contre sont connues de cette édition. Elles peuvent être complétées avec une copie manuscrite du recueil donnée en 2015 à la Bibliothèque de l’Arsenal par M. Jean-Robert Henry : Ms. 15804 (Airs de monsieur Dassoucy, 1653, [14]-22-[1] p.).
Deux airs proviennent de la tragédie d’Andromède de Corneille. Les airs de 1653 sont aussi cités plusieurs fois dans les œuvres d’Assoucy.
- D’autres chansons se trouvent dans le manuscrit Paris BnF (Mus.) : VM7-275.